# Hochschule für Technik und Wirtschaft Dresden
Die Hochschule für Technik und Wirtschaft Dresden – Hochschule für angewandte Wissenschaften (kurz HTW Dresden) ist die staatliche Fachhochschule in Dresden. Sie ist mit mehr als 4600 Studierenden, nach der wesentlich größeren Technischen Universität Dresden, die zweitgrößte Hochschule der Landeshauptstadt. Der Campus befindet sich in unmittelbarer Nähe zum Dresdner Hauptbahnhof und ein weiterer kleinerer Teil in Pillnitz.
Die HTW Dresden bietet 43 Studiengänge aus den Fachgebieten Technik, Wirtschaft, Umwelt, Design an acht Fakultäten (Bauingenieurwesen, Design, Elektrotechnik, Geoinformation, Informatik/Mathematik, Landbau/Umwelt/Chemie, Maschinenbau, Wirtschaftswissenschaften).

## Geschichte

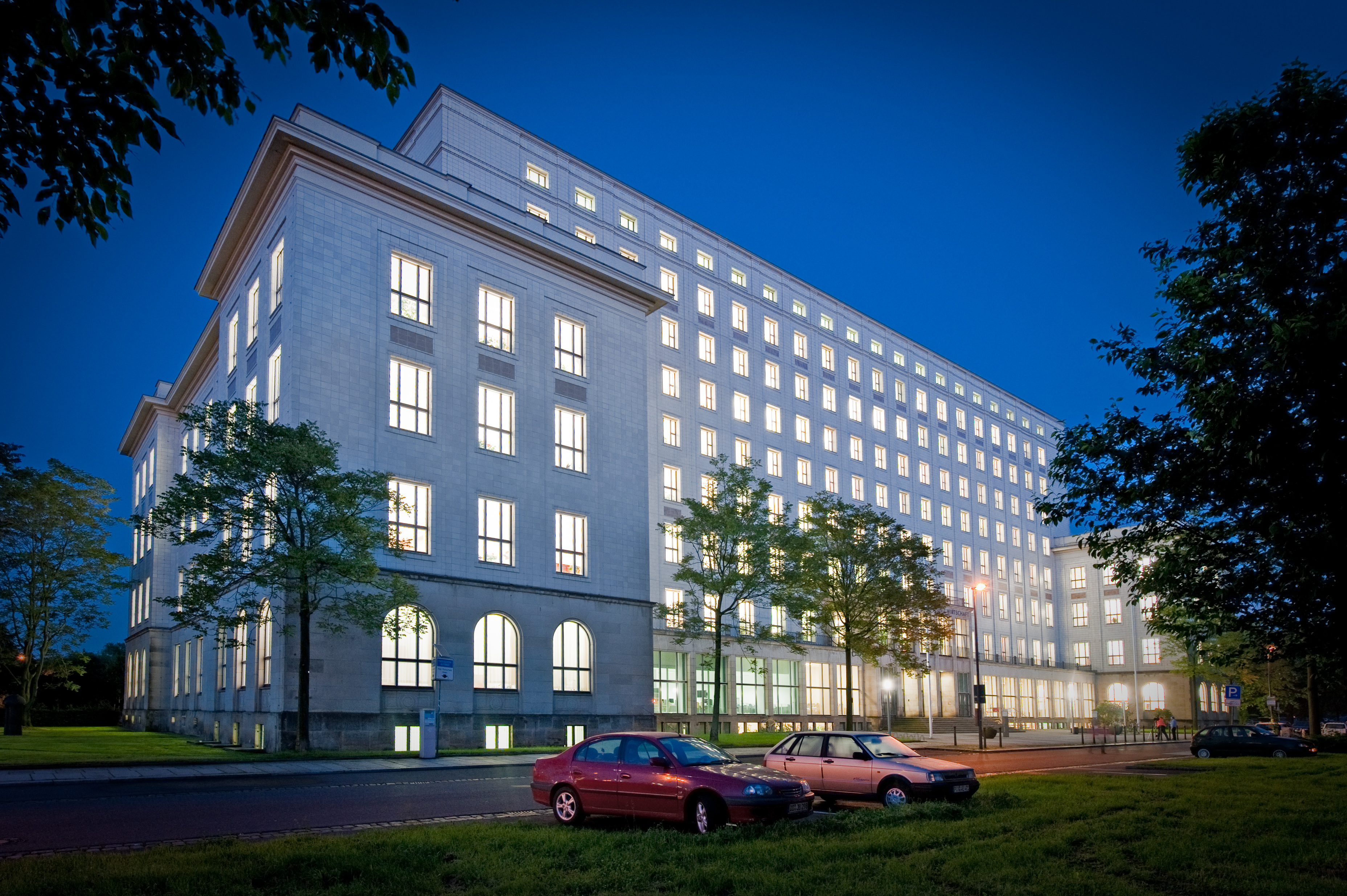
Zentralgebäude, vom Friedrich-List-Platz aus betrachtet

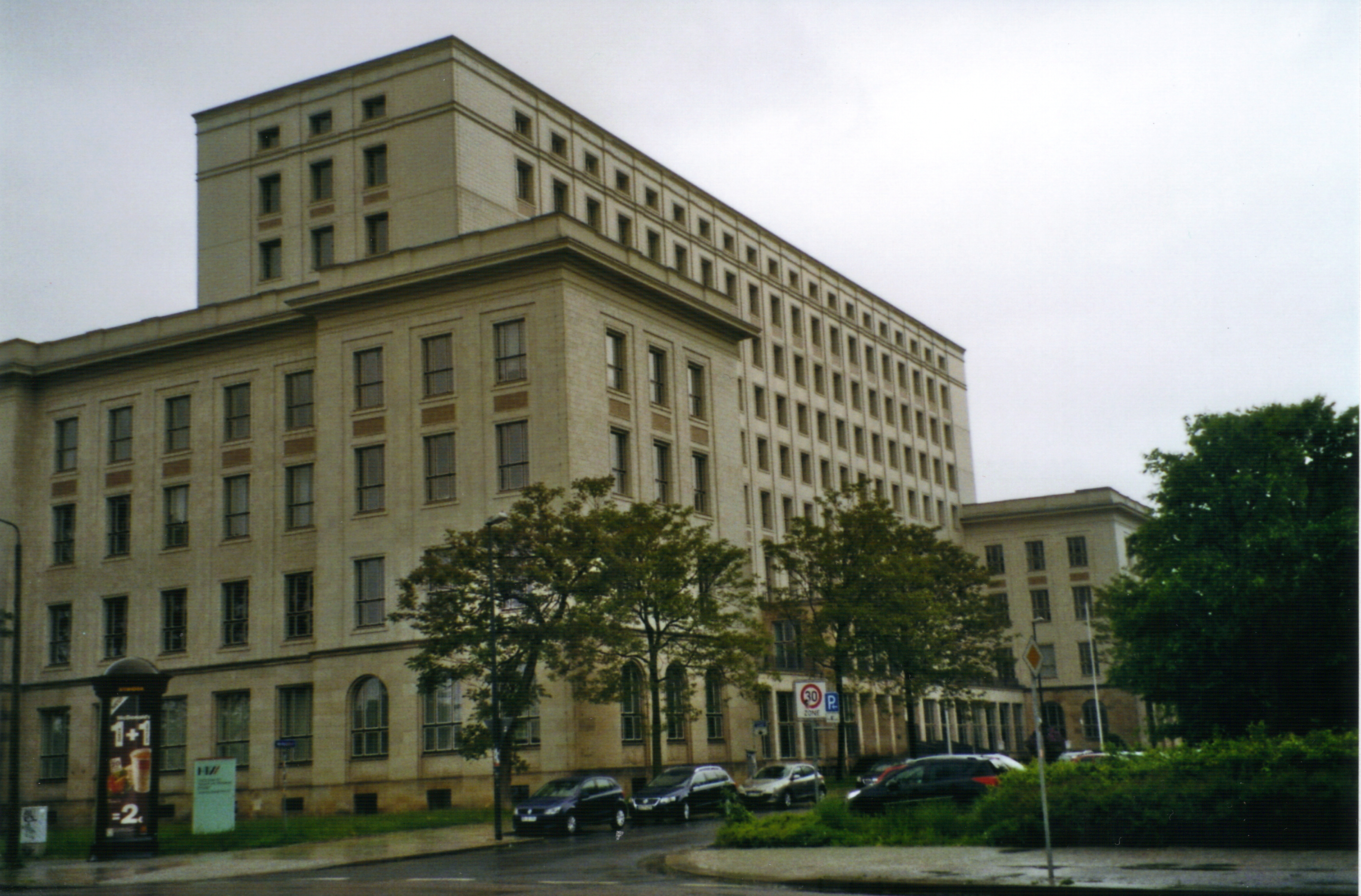
Zentralgebäude bei Tag

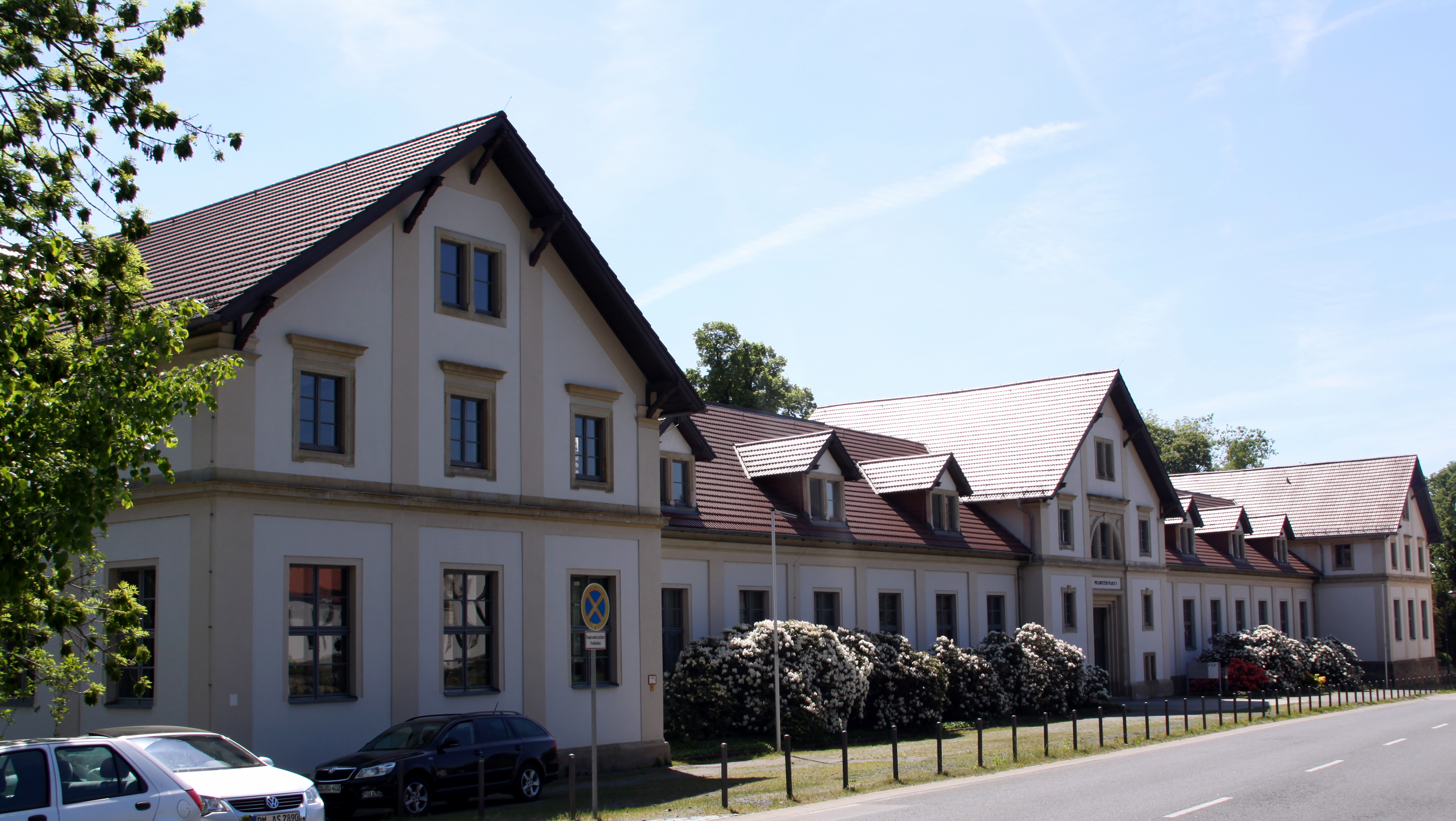
Lehrgebäude Campus Pillnitz von Pillnitzer Straße aus

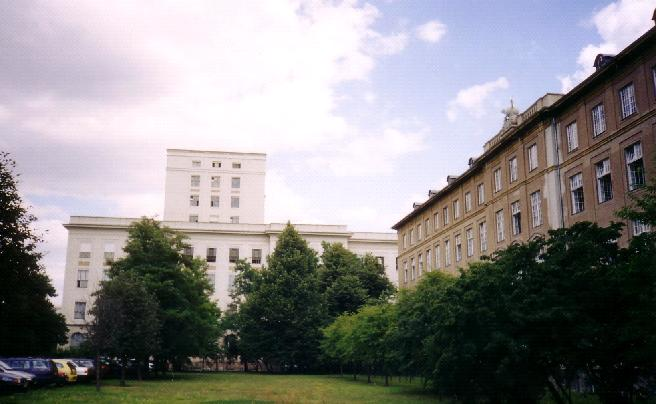
Zentralgebäude (Mitte) und Seminargebäude (rechts)

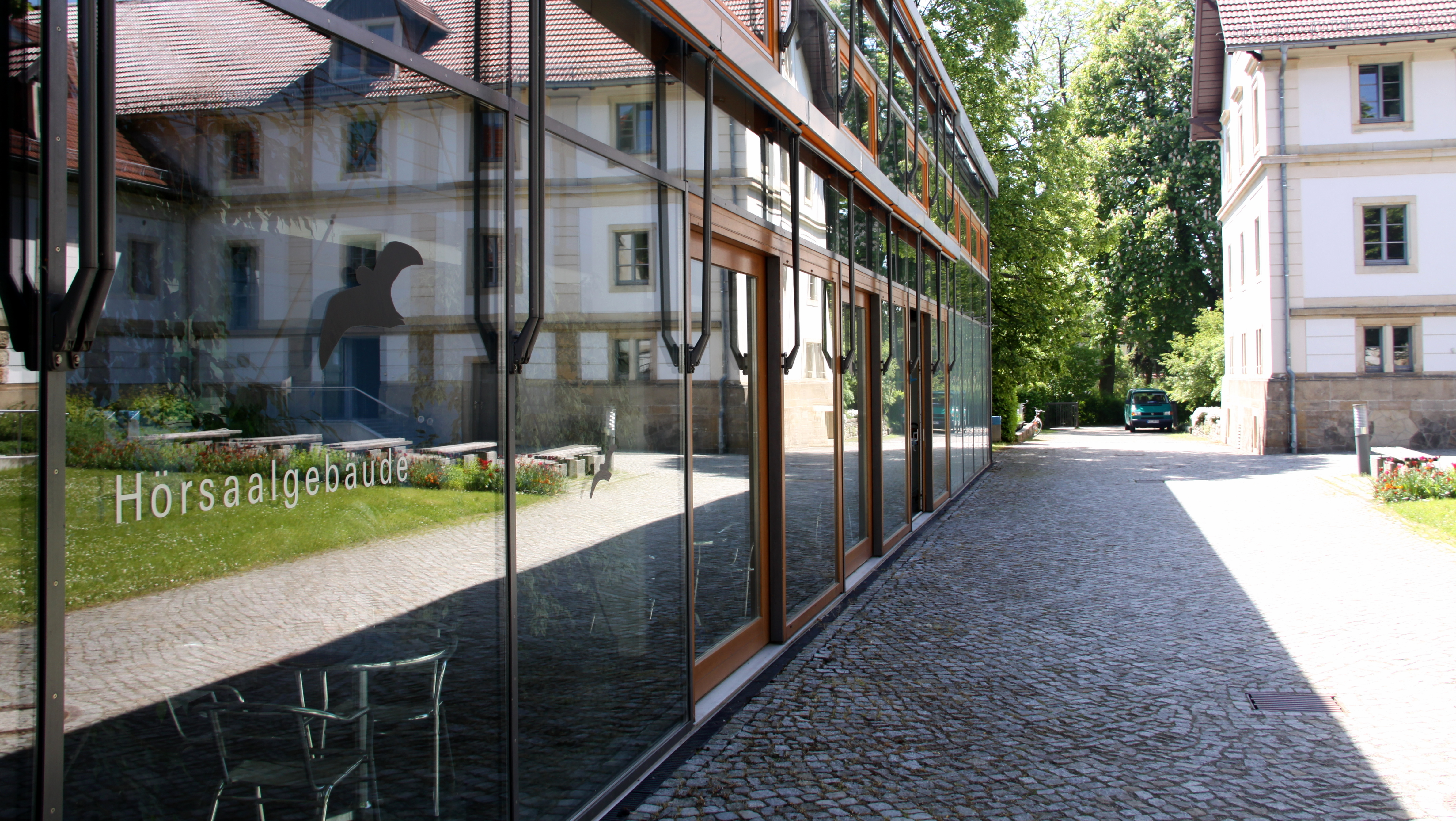
Hörsaalgebäude Campus Pillnitz

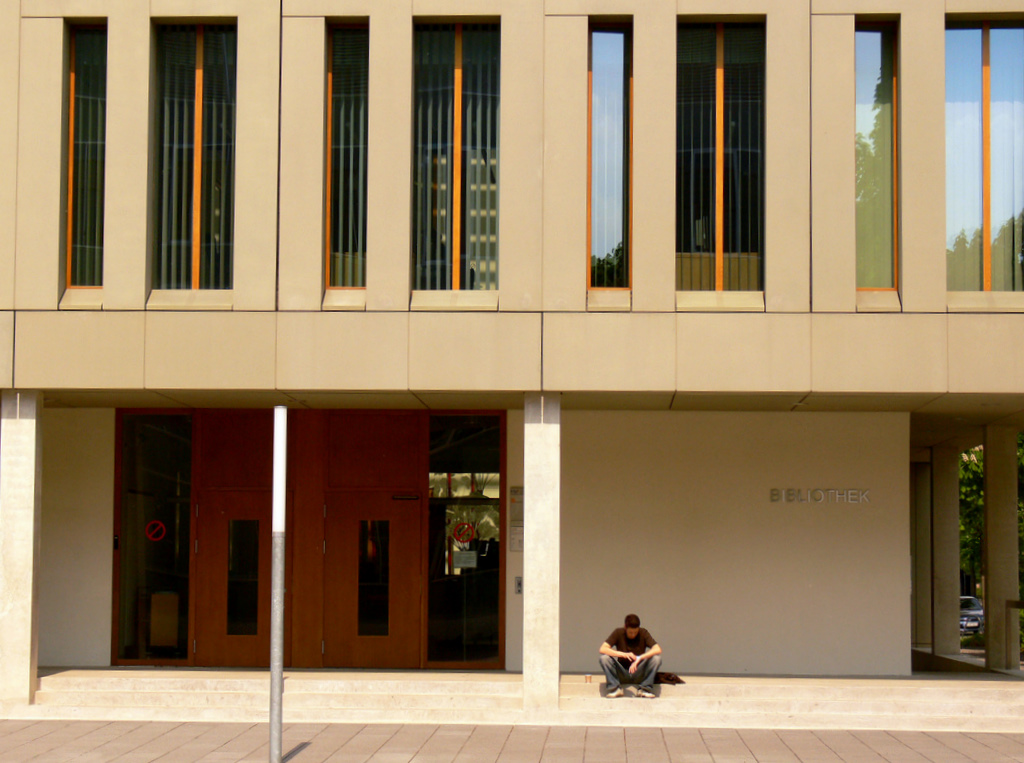
Eingang zur Bibliothek der HTW Dresden

Die HTW Dresden wurde am 16. Juli 1992 auf der Grundlage der Hochschule für Verkehrswesen „Friedrich List“ gegründet und zunächst in 6 Fachbereiche mit insgesamt 15 Studiengängen gegliedert. Im darauf folgenden Jahr wurde die Hochschule um den Fachbereich Landbau/Landespflege (seit 2015 Landbau/Umwelt/Chemie) sowie den Fachbereich Gestaltung (seit 2018 Design) ergänzt. Im selben Jahr wurde das Sprachenzentrum und der Bereich Hochschulsport aufgebaut sowie die Hochschulbibliothek eröffnet.
Als Gründungsmitglied ist die HTW Dresden seit 2009 eine der fünf Hochschulen im bundesweiten Zusammenschluss HochschulAllianz für Angewandte Wissenschaften (HAWtech). Gemeinsam mit der TU Dresden und weiteren außeruniversitären Forschungseinrichtungen in Dresden ist die HTW Dresden (assoziiertes) Mitglied im Wissenschaftsverbund DRESDEN-concept.
2011 wurde der Slogan „Praktisch mehr erreichen“ zum Motto der HTW Dresden ausgelobt sowie der Förderverein HTW Dresden e. V. gegründet.
Die Fakultät Vermessung/Kartografie wurde zur Fakultät Geoinformation umgefirmt.
2015 wurde durch das Rektorat das am Hauptcampus befindliche Fachgebiet Chemieingenieurwesen der Fakultät Maschinenbau/Verfahrenstechnik (dann Fakultät Maschinenbau) zur Fakultät Landbau/Landespflege (dann Landbau/Umwelt/Chemie), die bis dahin ausschließlich am Standort Pillnitz beheimatet war, zugeordnet.
Mit Abschaffung der Studienrichtung Architektur an der HTW Dresden - ferner der Eingliederung an die existierende Fakultät an der TU Dresden - wurde dies der Bezeichnung der Fakultät Bauingenieurwesen/Architektur entfernt.
2018 erhielt die Fakultät Design eine Implementierung neuer Studienangebote, wobei die Bezeichnung Fakultät Gestaltung ersetzt wurde.
Seit 1. April 2020 war die Biochemikerin Katrin Salchert neue Rektorin. in ihrer Amtszeit wurde der Neubau des Universalgebäudes (U-Gebäude) abgeschlossen. Nach einer Amtsperiode wurde sie 2025 von Ingo Gestring, welcher seit 2009 Professor in der Fakultät Wirtschaftswissenschaften war, abgelöst.

## Lage
Die HTW Dresden besitzt derzeit zwei Hauptstandorte: den Campus Friedrich-List-Platz nahe dem Hauptbahnhof Dresdens sowie den Campus Pillnitz im gleichnamigen Dresdner Stadtteil, an dem sich Teile der Fakultät Landbau/Umwelt/Chemie befinden. An beiden Standorten ist jeweils eine Bibliothek vor Ort.
2019 bis 2023 soll ein neues Lehr- und Laborgebäude für 45 Millionen Euro neben dem Campus errichtet werden.

## Organisation
Die Organisation der HTW Dresden besteht aus Fakultäten, zentralen Einrichtungen sowie gewählten Gremien.

### Rektorat
Das Rektorat der HTW Dresden repräsentiert die Hochschule nach außen und ist für die Leitung der wissenschaftlichen Arbeit verantwortlich. Aktuell amtieren Katrin Salchert als Rektorin, Anne-Katrin Haubold als Prorektorin für Lehre und Studium, Gunther Göbel als Prorektor für Forschung und Entwicklung sowie Alexander E. Müller als Kanzler.
Der Rektor leitet die Hochschule, vollzieht die Beschlüsse der zentralen Organe nach § 80 SächsHSG und wahrt die Ordnung in der Hochschule. Bisher amtierten die folgenden Rektoren an der HTW Dresden:
- Wolfgang Braun (Gründungsrektor 1992–1996)
- Günther Otto (1996–2003)
- Hannes Neumann (2003–2010)
- Roland Stenzel (2010–2020)
- Katrin Salchert (1. April 2020 bis 30. März 2025)
- Ingo Gestring (seit 1. April 2025)

#### Kanzlerbereich
Bisher amtierten die folgenden Kanzlerinnen an der HTW Dresden:
- Hannes Neumann (Gründungskanzler 1993–2003)
- Bernd Ihme (2003–2008)
- Monika Niehues (2009–2021)
- Alexander E. Müller (seit 1. September 2022)

Die Hochschulverwaltung der HTW Dresden, welche vom Kanzler geleitet wird, besteht aus insgesamt vier Dezernaten:
- Dezernat Studienangelegenheiten
- Dezernat Finanzen und Beschaffung
- Dezernat Personalangelegenheiten
- Dezernat Technik

### Zentrale Services

#### Bibliothek
Die Hochschulbibliothek der HTW Dresden dient als wissenschaftliche Bibliothek in erster Linie dem Studium, der Lehre und der Forschung an der HTW Dresden. Sie steht jedoch auch allen sächsischen Bürgern für die berufliche und allgemeine Fortbildung zur Verfügung. Neben der Zentralbibliothek auf dem Campus Friedrich-List-Platz, existiert eine Zweigbibliothek in Dresden-Pillnitz für die Fakultät Landbau/Umwelt/Chemie. Das Medienangebot ist vor allem durch die Fachgebiete geprägt, die an der HTW Dresden gelehrt werden.
Rechenzentrum
Als eine zentrale Einrichtung der HTW Dresden ist das Hochschulrechenzentrum verantwortlich für die IT-Kommunikationsinfrastruktur der Hochschule und betreibt die zentralen Server und Dienste. Das Rechenzentrum bietet als Dienstleister den Fakultäten und Einrichtungen der HTW Dresden auch weitere Serviceleistungen, bspw. die Unterstützung bei der Beschaffung von DV-Systemen, an.

#### Sport
Der Hochschulsport der HTW Dresden bietet ein Angebot unter dem Motto „Gemeinsam studieren – gemeinsam Sport treiben“. In den Sportarten Gymnastik, Fitness, Ball-, Kraft-, Kampf-, Rad-, Wasser- und Funsport werden verschiedene Kurse für Studierende angeboten.
Career Service
Der Career Service bietet den Studierenden weiterführende Angebote in den sogenannten Schlüsselqualifikationen, Beratung & Coaching in Umbruchsituationen und innerhalb des Bewerbungsprozesses sowie unterschiedliche Formate für die Suche nach Praktika, Abschlussarbeiten und Einstiegspositionen an.

#### Zentrum für fachübergreifende Bildung (ZfB)
Die Mitarbeitenden kümmern sich um die fachübergreifende Bildung der HTW-Studierenden, um deren Arbeitsmarktfähigkeit nachhaltig zu sichern. Das geschieht, indem Studierende in Angeboten des Lehrgebiets Schlüsselqualifikationen und in Fremdsprachen geschult werden. Das Zentrum ist der Fakultät Wirtschaftswissenschaften zugeordnet.

## Fakultäten und Studiengänge
| Fakultät                  | Diplomstudiengang | Bachelorstudiengang | Masterstudiengang |
| ------------------------- | --- | --- | --- |
| Bauingenieurwesen         | - Bauingenieurwesen (Dipl.-Ing. (FH))                                                                                           | - Infrastrukturmanagement (B.Eng.) | - Environmental Engineering (M.Sc.) - Nachhaltiges Ertüchtigen und Bauen im Bestand (M.Sc.) |
| Design                    | | - Design: Produkt und Kommunikation (B.A.) | - Design: Products and Interactions (M.A.) |
| Elektrotechnik            | - Elektrotechnik und Informationstechnik (Dipl.-Ing. (FH)) - Fernstudium Elektrotechnik/Kommunikationstechnik (Dipl.-Ing. (FH)) | - Elektrotechnik und Informationstechnik (B.Eng.) - Electrical Engineering/Elektrotechnik (B.Eng.) | - Elektrotechnik/Electrical Engineering (M.Sc.) |
| Geoinformation            | - Fernstudium Vermessungswesen (Dipl.-Ing. (FH))                                                                                | - Geomatik (B.Eng.) | - Geoinformatik/Management (M.Eng.) |
| Informatik/Mathematik     | | - Informatik/Mathematik (B.Sc.) - Medieninformatik (B.Sc.) - Wirtschaftsinformatik (B.Sc.) - Verwaltungsinformatik (B.Sc.)                                                                               | - Angewandte Informatik (M.Sc.) - Computer and Geoscience in Archaeology (M.Sc.) |
| Landbau/Umwelt/Chemie     | | - Agrarwirtschaft (B.Sc.) - Gartenbau (B.Sc.) - Umweltmonitoring (B.Sc.) - Chemieingenieurwesen (B.Sc.)                                                                                                  | - Produktionsmanagement Agrarwirtschaft (M.Sc.) - Produktionsgartenbau (M.Sc.) - Landschaftsentwicklung (M.Sc.) - Chemieingenieurwesen (M.Sc.)                                                          |
| Maschinenbau              | | - Maschinenbau (Studienrichtungen Konstruktion, Fahrzeugtechnik, Nachhaltige Fertigung und Management, B.Eng) - Nachhaltige Ingenieurwissenschaften: Regenerative Energie, Klima, Gebäudetechnik (B.Sc.) | - Angewandte Robotik (M.Eng.) - Fahrzeugtechnik (M.Sc.) |
| Wirtschaftswissenschaften | | - Betriebswirtschaft (B.A.) - International Business (B.A.) - Wirtschaftsingenieurwesen (B.Eng.) | - International Management (M.A.) - Wirtschaftsingenieurwesen (M.Eng.) - Management mittelständischer Unternehmen (M.A.) - German Business Culture and International Management - Master of Arts (M.A.) |

## Forschung und Institute
Die Forschung und Lehre der HTW Dresden orientieren sich in ihrer Arbeit an drei interdisziplinär ausgerichteten Profillinien.

### Sicherung natürlicher Lebensgrundlagen
Der Schwerpunkt umfasst neben der Analyse unseres natürlichen Lebensraumes Innovationen und Technologien zur Optimierung von Landnutzung, Produktion und Kreislaufwirtschaft verbunden mit einer ressourceneffizienten, nachhaltigen und umweltschonenden Wertschöpfung.

### Entwicklung zukunftsfähiger Mobilität und Infrastruktur
Der Schwerpunkt umfasst die Entwicklung zukunftsweisender Mobilitätskonzepte unter Nutzung emissionsarmer Antriebstechniken. Fragen der Energiespeicherung, -verteilung und -umwandlung stehen ebenso im Fokus wie Bauen und Gebäudebetrieb unter Anwendung nachhaltiger Technologien.

### Gestaltung, Vernetzung und Digitalisierung von Wirtschaft und Arbeit
Zukünftige Arbeitswelten, Automatisierung und digitale Transformation, Mensch-Maschine-Interaktion wie auch die Gestaltung von Kommunikations-, Produktions- und Informationsprozessen gehören zu diesem Schwerpunkt ebenso wie betriebswirtschaftliche Betrachtungen.
Darüber hinaus existieren verschiedene Forschungsinstitute an der HTW Dresden:

### Zentrum für angewandte Forschung und Technologie (ZAFT)
Das Zentrum für angewandte Forschung und Technologie e. V. (ZAFT) unterstützt in enger Kooperation mit der HTW Dresden die Forschungsaktivitäten, vor allem bei interdisziplinären und fakultätsübergreifenden Projekten. Es wurde am 1. Februar 1998 gegründet, um Forschung und Entwicklung zu fördern sowie Studierende und Partner aus Forschung und Industrie einzubinden.

### Forschungsinstitut Intelligente Technische Systeme (FITS)
Das Forschungsinstitut Intelligente Technische Systeme (FITS) ist eine wissenschaftliche Einrichtung an der Fakultät Informatik/Mathematik. Die Qualifizierung wissenschaftlichen Nachwuchses im Rahmen von Forschungs- und Promotionsprojekten ist dabei ein zentrales Anliegen. Ebenso sichert das Forschungsinstitut eine nachhaltige Forschungsinfrastruktur an der Fakultät.

### Zentrum für Mittelstand (ZfM)
Das Zentrum für Mittelstand (ZfM) ist ein Zusammenschluss von Professoren und Wissenschaftlern der Fakultät Wirtschaftswissenschaften sowie externen Spezialisten zur Unterstützung der Leistungsfähigkeit mittelständischer Unternehmen in Sachsen. Durch eine eigene Professur für das Management mittelständischer Unternehmen, einem Mentorenprogramm für Studierende sowie einen jährlichen Mittelstandstag wird die Mittelstandsorientierung der HTW Dresden zusätzlich unterstrichen.

### Gründungsschmiede - Partner der Gründungsinitiative dresden | exists
Die HTW Dresden bietet mit der Gründungsschmiede als Partner der Gründungsinitiative dresden | exists umfassende Services im Bereich Existenzgründung. Neben verschiedenen Qualifikationsmaßnahmen werden Gründungsinteressierte und junge Gründer durch Beratung, Coaching sowie die Zurverfügungstellung von Infrastruktur und Büros unterstützt.

## Studierendenschaft

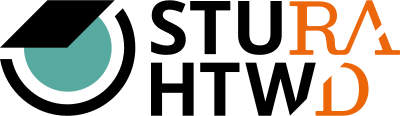
Logo des StuRa HTW Dresden

Die Studierendenschaft ist eine Teilkörperschaft mit dem Recht der Selbstverwaltung mit dem Organ StuRa (Studentinnenrat), wie es das Landeshochschulgesetz vorsieht. Der StuRa versteht sich als zentrale Anlaufstelle für alle studentischen Belange.
Die Studierendenschaft war 2013 bis 2022 Mitglied des fzs. Über die Hälfte der Dauer war die Studierendenschaft auch Mitglied in den Strukturen, wie dem Ausschuss der Student*innenschaften (AS).
Seit Ende 2019 wird auf die Untergliederung in Fachschaften – und somit seit 2020 auf Fachschaftsräte als eigenständige Organe – verzichtet.

## Internationales

### Partnerhochschulen
Die HTW Dresden kooperiert weltweit mit ca. 145 Hochschulen im Rahmen von Hochschulvereinbarungen bzw. im Rahmen des EU-Programms Erasmus+. Diese vielfältigen Kontakte bilden die Grundlage für die wissenschaftliche Zusammenarbeit in Lehre und Forschung sowie für den Austausch von Studierenden und Hochschullehrern.

### Doppelabschlussprogramm
Doppelabschlussprogramme ermöglichen es den Studierenden, einen Abschluss an der HTW Dresden und an der entsprechenden Partnerhochschule gleichzeitig ohne Verlängerung der festgelegten Studienzeit zu erwerben. So kann das Studium durch integrierte Lehrangebote aufgewertet und andere sprachliche, kulturelle und universitäre Umgebungen kennen gelernt werden. Als Abschluss wird an der HTW Dresden Diplom, Bachelor oder Master erworben sowie der gleichwertige Abschluss der entsprechenden Heimathochschule.

### Faranto
Der faranto e. V. ist seit 2003 eine studentische Initiative für interkulturelle Verständigung an der HTW Dresden. Als Sektionen des Erasmus Student Network fördert sie u. a. den internationalen Austausch und betreut ausländische Studierende ergänzend zum Akademischen Auslandsamt der Hochschule.

## Regelmäßige Veranstaltungen
Traditionell führt die HTW Dresden am zweiten Donnerstag im Januar sowie an einem Sonnabend im April oder Mai jeweils einen Informationstag zur Studienorientierung durch.
Einer der Höhepunkte des Jahres ist die Lange Nacht der Wissenschaften, die allen Interessierten einen Einblick in die wissenschaftliche Landschaft gewährt.
Wie auch an vielen anderen Hochschulen, findet an der HTW Dresden jährlich ein Dies Academicus statt.
Außerdem findet einmal im Jahr ein Tag der Forschung statt, welcher 2010 erstmals veranstaltet wurde.
Darüber hinaus führt der StuRa der HTW Dresden zu Beginn des Studienjahres eine Einführungsveranstaltung für alle neuen Studierenden durch. Die Veranstaltung soll den Studieneinstieg erleichtern, aber auch das Kennenlernen von anderen Erstsemestern bzw. bereits aktiv Studierenden ermöglichen.
Auch an den einzelnen Fakultäten finden für den Fachbereich spezifische, regelmäßige Veranstaltungen statt:

### Fakultät Bauingenieurwesen
An der Fakultät Bauingenieurwesen findet seit 2007 jährlich der sächsische Radontag statt, bei dem Themen des radonsicheren Bauens und Sanierens diskutiert werden.

### Fakultät Design
An der Fakultät Design findet jeweils zum Ende jedes Semesters eine öffentliche Präsentation der Semesterarbeiten mit anschließender zweitägiger Ausstellung statt (Werkschau).

### Fakultät Elektrotechnik
Die Fakultät Elektrotechnik bietet regelmäßig wissenschaftliche Seminare an, um die Kommunikation zwischen Studenten, Wissenschaftlern und Experten aus der Industrie anzuregen.

### Fakultät Geoinformation
Die Fakultät Geoinformation veranstaltet gemeinsam mit dem DVW Sachsen eine Wintervortragsreihe, bei der geoinformatische Themen diskutiert werden.

### Fakultät Informatik/Mathematik
Einmal im Monat bietet die Fakultät Informatik/Mathematik das Dresdner Datenbankforum an.

### Fakultät Landbau/Umwelt/Chemie
Die Fakultät Landbau/Umwelt/Chemie bildet mit dem Sächsischen Landesamt für Umwelt, Landwirtschaft und Geologie, dem Julius Kühn-Institut und dem Staatsbetrieb „Schlösser, Burgen und Gärten Sachsen“ das Grüne Forum Pillnitz. In diesem Rahmen finden gemeinsame Präsentationen von Forschungsergebnissen, Ausbildung und Lehre sowie gemeinsame Veranstaltungen statt.

### Fakultät Maschinenbau
Die Fakultät Maschinenbau veranstaltet seit 2011 jährlich den Dresdner Nutzfahrzeugtag, um Studierende und andere Interessenten für die Nutzfahrzeugtechnik zu begeistern, die als Teil des Studiengangs Fahrzeugtechnik angeboten wird.

### Fakultät Wirtschaftswissenschaften
Der an der Fakultät Wirtschaftswissenschaften jährlich im April stattfindende Mittelstandstag behandelt aktuelle betriebswirtschaftliche Fragestellungen im Rahmen einer praktisch ausgerichteten Fachkonferenz. Unternehmensvertreter, Leiter und Mitarbeiter von Verbänden sowie Hochschullehrer präsentieren und diskutieren aktuelle Informationen zu ausgewählten Mittelstandsthemen.

## Preise/Auszeichnungen
- Bundesweit beste Fachhochschule für Existenzgründungen (Jan. 2009)
- Auszeichnung als ÖKOPROFIT®-Betrieb (17. Juni 2013)
- Auszeichnung mit dem Zertifikat zum „audit familiengerechte hochschule“ (17. Juni 2014)
- HTW Dresden erhält als erste sächsische Hochschule für angewandte Wissenschaften das Siegel der Systemakkreditierung (22. Dezember 2016)